# Рахлин, Анатолий Соломонович
Анато́лий Соломо́нович (в повседневной жизни — Семёнович) Ра́хлин (23 мая 1938, Ленинград — 7 августа 2013, Санкт-Петербург) — советский и российский тренер по дзюдо, заслуженный работник физической культуры Российской Федерации, заслуженный тренер Российской Федерации, вице-президент Федерации дзюдо РФ. Блокадник.
За 50 лет тренерской деятельности подготовил более 100 мастеров спорта по дзюдо. Среди его воспитанников люди, получившие известность не только в спорте, но и в политике, науке, бизнесе, литературе — Владимир Путин, Николай Кононов, Аркадий и Борис Ротенберги, Валентин Степанов, Василий Шестаков, Георгий Куковеров, Александр Богданов, Игорь Ломоткин, Евгений Ефремов, Татьяна Иванова, Екатерина Буравцева, Лариса Шушунова.

## Биография
Анатолий Рахлин родился 23 мая 1938 года в Ленинграде в семье инженера Балтийского завода, впоследствии фронтовика Соломона Зиновьевича Рахлина и преподавателя Педагогического института имени А. И. Герцена Ревекки Давидовны Каплан. Все 900 дней блокады находился на территории осаждённого города.
В 1953 году начал заниматься в секции самбо во Дворце пионеров у С. В. Дашкевича, одного из старейших борцов, выходившего на ковёр с Иваном Поддубным. В 1955 году Рахлин поступил на факультет физической культуры в Педагогический институт им. А. И. Герцена, который окончил в 1959 году. Служил на Черноморском флоте, где продолжал заниматься самбо. В 1962 году Рахлин стал тренером спортивного клуба «Турбостроитель» Ленинградского металлического завода. В 1964 году набрал первую группу юношей, среди которых были Аркадий Ротенберг, Валентин Степанов, Николай Кононов, Василий Шестаков, Владимир Путин. Впоследствии Путин, тренировавшийся у Рахлина более 10 лет, отмечал, что наставник по дзюдо, вероятно, сыграл решающую роль в его жизни.
В 1973 году основал международный юношеский турнир по дзюдо памяти Героя Советского Союза В. Я. Петрова. В 2013 году состоялся юбилейный 40-й турнир, разыгрывались призы Президента России.
С 2008 года — главный тренер женской сборной команды России по дзюдо. Под наставничеством Рахлина дзюдоистки сборной России в индивидуальных соревнованиях выигрывали и становились призёрами чемпионатов Европы и мира, а сборная страны трижды выигрывала чемпионаты Европы.
Занимался организацией Центра подготовки дзюдо в Санкт-Петербурге, для чего в городе реконструировалось старое здание спортклуба «Турбостроитель» на Кондратьевском проспекте.
В мае 2013 года награждён орденом Почёта, который вручил ему В.Путин. В мае Путин последний раз встретился со своим тренером в клубе «Турбостроитель» и подарил ему президентские часы с серийным номером 75.
Рахлин — автор книги воспоминаний «Сэнсэй президента».
Скончался на 76-м году жизни после тяжёлой продолжительной болезни в ночь с 6 на 7 августа 2013 года в Санкт-Петербурге.
В церемонии прощания в Центре дзюдо принял участие Владимир Путин . В память о тренере Владимир Путин совершил символическую прогулку в одиночестве по пустынной улице Ватутина от Кондратьевского проспекта до Свердловской набережной. Похороны состоялись на Кузьмоловском кладбище, 1 Сосновый участок.

## Семья
В  1968 г. Анатолий Рахлин заключил брак с Либерман Наталией. Через несколько лет их брак распался.
Был женат на Евгении Липатовой, имел двоих сыновей, внуков. Старший сын Евгений Рахлин (род. 1975), судья международной категории по дзюдо, младший сын Михаил Рахлин (род. 07.06.1976), мастер спорта по дзюдо, главный тренер сборных команд Санкт-Петербурга по дзюдо.
В 2016 году вышел документальный фильм об А. С. Рахлине «Наследие тренера».

## Награды
- Заслуженный работник физической культуры Российской Федерации
- Заслуженный тренер Российской Федерации
- Орден Почёта (2013)